# Ousman Miangoto
Ousman Miangoto (ur. 15 października 1954) – czadyjski lekkoatleta, olimpijczyk, reprezentant Czadu na letnich igrzyskach olimpijskich w Los Angeles 1984.